# Їржі Менцель
Їржі Мензел (чеськ. Jiří Menzel, 23 лютого 1938, Прага — 5 вересня 2020, там само) — чеський кіно- і театральний режисер та сценаріст. Його фільми часто поєднують гуманістичні погляди та сарказм.

## Фільмографія
- Umřel nám pan Foerster (1963)
- Perličky na dně (1965)
- Zločin v dívčí škole (1965)
- 1966 — Поїзди під пильним спостереженням / (Ostře sledované vlaky)
- 1968 — Злочин у кафешантані / (Zločin v šantánu)
- Rozmarné léto (1968)
- 1969 — Жайворонки на нитці / (Skřivánci na niti)
- Kdo hledá zlaté dno (1974)
- 1976 — На хуторі біля лісу / (Na samotě u lesa)
- Báječní muži s klikou (1978)
- Postřižiny (1980)
- 1983 — Свято пролісків / (Slavnosti sněženek)
- 1985 — Сільце моє центральне / (Vesničko má středisková)
- 1989 — Кінець старих часів / (Konec starých časů)
- Žebrácká opera (Beggar's Opera) (1990)
- Život a neobyčejná dobrodružství vojáka Ivana Čonkina (Життя та надзвичайні пригоди солдата Івана Чонкіна) (1994)
- «One Moment» (segment in the film Ten Minutes Older (2002)
- 2006 — Я обслуговував англійського короля / (Obsluhoval jsem anglického krále)